# Guillermo Garrido-Lecca Álvarez-Calderón
Guillermo César Garrido-Lecca Álvarez-Calderón (15 de junio de 1941) es un economista peruano.

## Biografía
Hijo del médico y exministro de salud, Guillermo Garrido Lecca Frías y de Eloisa Álvarez Calderon Remy. Nieto del exministro de justicia y de gobierno Guillermo Garrido Lecca Montoya.
Realizó sus estudios escolares en el Colegio Champagnat de la ciudad de Lima.
Estudió Economía en la Universidad Cornell en Ithaca, Nueva York en donde se graduó como Bachelor of Science.
Estudió una Maestría en Economía en la Universidad Cornell y se graduó como Master of Science con una investigación sobre la medición de la eficiencia productiva en la agricultura tradicional (Caso Vicos). Luego de ello estudió un Doctorado en Economía en la Universidad de Texas en Austin.
Fue ejecutivo en el Banco Wells Fargo y en el Bank of America. 
De 1981 a 1983 fue representante para Perú y Bolivia de Wells Fargo.
En 1983 fue gerente general del Banco Regional Sur Medio y Callao.
Fue nombrado como director del Banco Central de Reserva del Perú por el Senado en septiembre de 1984.
Fue Viceministro de Hacienda durante la gestión del Ministro José Benavides Muñoz.

### Ministro de Economía y Finanzas
En diciembre de 1984 fue designado como Ministro de Economía y Finanzas por el presidente Fernando Belaúnde Terry. Durante su gestión, se tomaron medidas para la reducción del déficit fiscal y la mejora de la balanza de pagos con impuestos a los combustibles y la eliminación de subsidios; de la misma manera, redujeron el gasto público siguiendo las recomendaciones del Fondo Monetario Internacional. 
Como ministro realizó una gira para la renegociación de la deuda externa peruana y para presentar el plan económico. Viajó a Washington D. C. para reunirse con los organismos de cooperación internacional, luego a Santo Domingo en donde participó en la reunión de países del Acuerdo de Cartagena, siguió con París y finalmente regresó por Nueva York. 
Permaneció en el MEF hasta el final del gobierno en julio de 1985.

## Obras
- Deuda Publica Externa Peruana (1985)
- La represión financiera en el Perú (1977)
- Eficiencia del mercado de capitales peruano (1972)
- The Urban Informal Credit Market in a Developing Country under Financial Repression: The Peruvian Case (1972)

## Reconocimientos
- Orden El Sol del Perú en el grado de Gran Oficial (1985)
- Orden Cruz Peruana al Mérito Naval en el grado de Gran Cruz (1985)